# Hugo de Vries
Hugo de Vries (Haarlem, 16 februari 1848 – Lunteren, 21 mei 1935) was een Nederlands bioloog, botanicus en een van de eerste genetici.

## Levensloop
De Vries was de oudste zoon van minister van Justitie Gerrit de Vries Azn (1818-1900) en Maria Everardina Reuvens (1823-1914), een dochter van de Leidse hoogleraar archeologie C.J.C. Reuvens (1793-1835). Na het Gymnasium Haganum studeerde De Vries vanaf 1866 biologie aan de Universiteit Leiden. In 1869 ontving hij een gouden medaille voor zijn antwoord op een prijsvraag van de Rijksuniversiteit Groningen over de invloed van de temperatuur op wortels. Op dit onderwerp promoveerde hij in 1870 tot doctor.
Hij was hoogleraar in de plantkunde aan de Universiteit van Amsterdam en in 1901 een van de drie herontdekkers van de wetten van Mendel. De anderen waren de Duitser Carl Correns en de Oostenrijker Erich von Tschermak. Deze herontdekkers waren de grondleggers van de moderne evolutiebiologie. Hugo de Vries is beroemd geworden door zijn mutatietheorie en de door hem geïntroduceerde begrippen mutatie en gen. Hij noemde in eerste instantie de dragers van de erfelijke eigenschappen pangenen naar aanleiding van de pangenesis-hypothese van Charles Darwin. Darwin ging uit van het idee dat er geleidelijke veranderingen optreden onder invloed van het milieu. De theorie van Darwin heeft in Rusland nog zeer lang standgehouden. Uit het begrip pangenen is uiteindelijk het begrip gen ontstaan.
In 1993 werden 394 brieven van Hugo de Vries in Groningen teruggevonden, die hij schreef aan zijn collega Jan Willem Moll. De eerste stamt uit 1872. In 1996 ontdekte Erik Zevenhuizen op de zolder van Reinout de Vries in Tilburg correspondentie tussen Charles Darwin en Reinouts overgrootvader Hugo de Vries.
Verscheidene studenten van Hugo de Vries zijn later hoogleraar geworden, zoals W.M. Docters van Leeuwen, F.A.F.C. Went, T.J. Stomps, J. Heimans, H.M. Quanjer, J.M. Janse, J. Westerdijk, H.P. Wijsman, J.C.H. de Meijere en T. Weevers. In 1906 kreeg De Vries de Darwin Medal. In 1929 kreeg hij van de Linnean Society of London de Linnean Medal.

## Werk

### Duitsland
In 1875 werd hem het hoogleraarschap aan de op te richten Landwirtschaftliche Hochschule in Berlijn aangeboden door het Pruisische Ministerie van Landbouw. Hij verhuisde naar Würzburg en ging onderzoek doen aan rode klaver, aardappel en suikerbiet. Omdat de stichting van de Hochschule in Berlijn uitbleef werd hij in 1877 privaatdocent in de fysiologie van cultuurplanten aan de Königlichen Vereinigten Friederichs Universiteit van Halle-Wittenberg. Bij zijn aantreden schreef hij een artikel over zijn onderzoek naar osmose en plasmolyse bij de plantencel. Nog geen jaar later keerde hij naar Nederland terug en werd lector in de experimentele plantenfysiologie aan de Universiteit van Amsterdam.

### Universiteit van Amsterdam

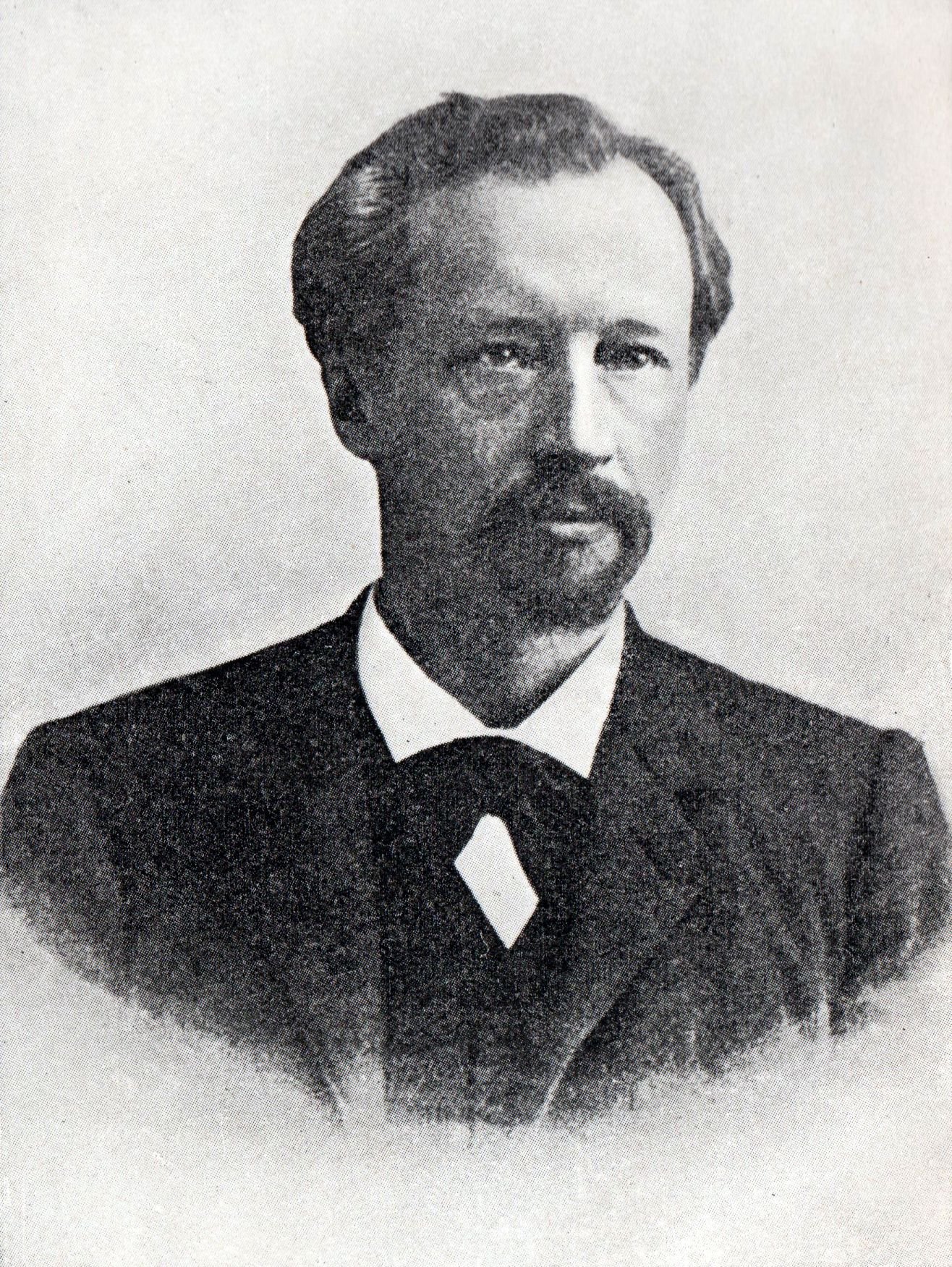
Hugo de Vries rond 1890.

Nog in hetzelfde jaar van zijn benoeming tot lector werd hij benoemd tot buitengewoon hoogleraar in de fysiologie en de anatomie gevolgd in 1881 tot de benoeming van gewoon hoogleraar. Zijn oratie in 1878 ging over 'De ademhaling der planten'. Vanaf 1880 gaf hij onder meer college over de variabiliteit van planten. Als hoogleraar gaf hij vooral college in de geneeskunde en de farmacie.
In 1891 richtte De Vries samen met Jan Ritzema Bos de Nederlandsche Phytopathologische Vereeniging (tegenwoordig de Koninklijke Nederlandse Plantenziektekundige Vereniging) op.
Hij werkte in de Hortus Botanicus Amsterdam en werd in 1896 tevens directeur hiervan. Onder zijn leiding werd de Hortus sterk uitgebreid.

In 1906 schreef hij in de Franse taal een artikel over de theorie van Darwin en de landbouwkundige selectie. ('La théorie darwinienne et la sélection en agriculture'). In 1913 schreef hij een voorwoord voor Het Ontstaan der Soorten, een nieuwe vertaling van The Origin of Species (4e druk) die onder redactie stond van zijn dochter Eva de Vries.
Hugo de Vries ging in 1918 op zeventigjarige leeftijd met emeritaat en hield een afscheidscollege over 'Van amoebe tot mensch'. Hij ging in Lunteren wonen en kruiste daar verder met de teunisbloem.

### Mutatietheorie
De Vries had sinds 1889 geëxperimenteerd met het kweken en kruisen van planten, zoals asters, chrysanten en viooltjes. Op grond van deze experimenten concludeerde hij dat het karakter van een plant, het erfelijk materiaal, was opgebouwd uit bepaalde eenheden. Iedere eigenschap (bijvoorbeeld de kleur van de bladen) correspondeerde, met andere woorden, met een specifieke materiaaldrager of overbrenger. Later zou dat de 'genen' genoemd worden.
In 1901 en 1903 schreef Hugo de Vries de twee delen van het boek 'Die Mutationstheorie' waarin hij een evolutietheorie uiteenzette die inhield dat nieuwe soorten met sprongen konden ontstaan in plaats van in zeer kleine stappen zoals Darwin beschreef. Naar aanleiding van deze publicatie ging de Amerikaanse geneticus Thomas Hunt Morgan mutaties in de fruitvlieg Drosophila melanogaster onderzoeken.
In 1907 publiceerde hij zijn boek 'Het veredelen van Kultuurplanten' in het Engels, dat door P.G. Buekers vertaald werd in het Nederlands en dat een jaar later verscheen.
Hugo de Vries heeft veel onderzoek gedaan aan de grote teunisbloem. Hij vond bij deze plant sprongsgewijze veranderingen en dacht dat hij met mutaties te maken had, maar in werkelijkheid bleken deze veranderingen te ontstaan door de speciale chromosoomparing en recombinatie van deze plant. Bij de recombinatie worden de chromosomen van de moeder- en van de vaderplant opnieuw verdeeld.
Bij andere gewassen, speciaal de zelfbestuivers, zat hij wel op het goede spoor van de erfelijkheidsleer. Bij de vererving bij de kruisbestuivers zat hij echter in het algemeen niet op het juiste spoor.

## Erfenis

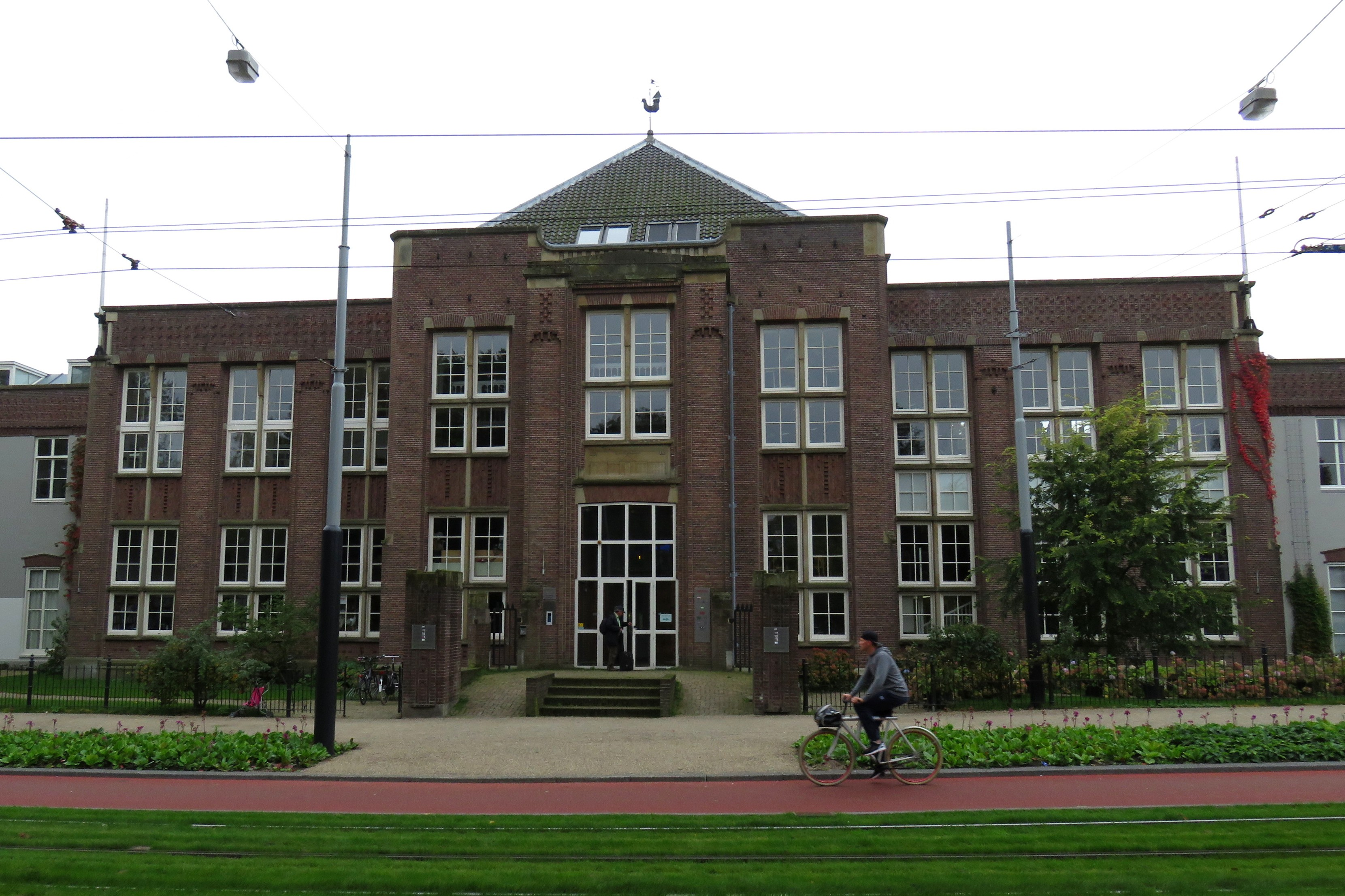
Het Hugo de Vries-laboratorium

In de plantagebuurt te Amsterdam bevindt zich het voormalige laboratorium van Hugo de Vries dat hem geschonken werd ten tijde van zijn mogelijk vertrek  naar de Columbia-universiteit in Amerika. Het monumentale gebouw ligt voor de Hortus Botanicus en is ook bekend als het Hugo de Vries-gebouw of Hugo de Vries-laboratorium. Het gebouw is ontworpen door JM Van der Meij en kan worden gezien als het eerste gebouw in de Amsterdamse stijl.
In 1918 ging Hugo de Vries op zeventigjarige leeftijd met emeritaat. Hij ging wonen in villa 'De Boeckhorst' in Lunteren en richtte in de naastgelegen villa, 'De Driest' een laboratorium en proeftuin in. Hij bleef er werken en publiceren tot zijn overlijden in 1935. Hugo en zijn vrouw Elisabeth Louise Egeling liggen in Lunteren begraven. Zijn villa 'De Boeckhorst' heet nu parkhotel Hugo de Vries. Zijn laboratorium is aan de buitenzijde vrijwel onveranderd.

## Vernoemingen
In het centrum van Abcoude bevindt zich de 'Hugo de Vriestuin', een dorpspark met eeuwenoude bomen en een vijverpartij. In de Amsterdamse wijk Watergraafsmeer is de Hugo de Vrieslaan naar hem genoemd en naar die laan het daarover gelegen kunstwerk Hugo de Vriesbrug. Amersfoorts kent in de wijk Kattenbroek de Hugo de Vries-Serre. Ook Utrecht kent de Professor Hugo de Vrieslaan, gelegen in de buurt Tuindorp (Utrecht), waar meerdere lanen genoemd zijn naar academici. In diverse andere steden (Vlaardingen, Leiden) zijn Hugo de Vriesstraten. De Hugo de Vries-Prijs wordt jaarlijks toegekend aan de schrijver van het beste proefschrift op botanisch gebied door de Koninklijke Nederlandse Botanische Vereniging en het Hugo de Vries Fonds.